# Hoằng Phụ
Hoằng Phụ là một xã thuộc huyện Hoằng Hóa, tỉnh Thanh Hóa, Việt Nam.

## Địa lý
Hoằng Phụ là một xã ven biển ở phía đông nam huyện Hoằng Hóa, có vị trí địa lý:
- Phía đông giáp Biển Đông
- Phía tây giáp các xã Hoằng Đông và Hoằng Phong
- Phía nam giáp xã Hoằng Châu theo sông Cung, giáp thành phố Sầm Sơn với ranh giới là sông Mã
- Phía bắc giáp xã Hoằng Thanh.

Xã Hoằng Phụ có diện tích tự nhiên 9,00 km².

### Dân cư
Tính đến ngày 31/12/2022, xã Hoằng Phụ có quy mô dân số là 11.470 người (bao gồm dân số thường trú là 11.411 người, dân số tạm trú quy đổi là 59 người), mật độ dân số đạt 1.274 người/km².
Theo Tổng điều tra dân số và nhà ở năm 2019, xã Hoằng Phụ có dân số là 10.232 người. Mật độ dân số đạt 1.137 người/km².
Dân số năm 2009 là 10.177 người, mật độ dân số đạt 1.298 người/km².
Dân số năm 1999 là 10.412 người, mật độ dân số đạt 1.328 người/km².

## Lịch sử
Địa bàn xã Hoằng Phụ trước đây là xã Khúc Phụ và làng Bằng Trì thuộc tổng Ngọc Chuế, phủ Hoằng Hóa.
Sau Cách mạng tháng Tám, chia xã Khúc Phụ thành 5 khu mới: Bắc Sơn, Lê Giang, Phan Đình Phùng, Phú Xuân, Võ Nguyên Giáp. Làng Bằng Trì đổi tên thành Xuân Phụ. Đến năm 1946, giải thể tổng Ngọc Chuế và chia thành 6 xã thuộc huyện Hoằng Hóa, trong đó có các xã: Đông Phụ, Hưng Đạo, Thanh Khê. 5 khu của xã Khúc Phụ thuộc xã Đông Phụ, còn Xuân Phụ thuộc xã Thanh Khê.
Năm 1947, sáp nhập 3 xã Đông Phụ, Hưng Đạo và Thanh Khê thành xã Hoằng Thanh. Đến tháng 6 năm 1953, chia xã Hoằng Thanh thành 3 xã: Hoằng Thanh, Hoằng Đông và Hoằng Phụ cùng thuộc huyện Hoằng Hóa. Xã Hoằng Phụ gồm 5 thôn: Bắc Sơn, Lê Giang, Phan Đình Phùng, Võ Nguyên Giáp, Xuân Phụ (thôn Phú Xuân thuộc về xã Hoằng Đông).

## Hành chính
Xã Hoằng Phụ được chia thành 7 thôn: Bắc Sơn, Hồng Kỳ, Hợp Tân, Sao Vàng, Tân Xuân, Tháng Mười, Xuân Phụ.